# Cal Torrents (Caldes de Montbui)
Cal Torrents és una casa noucentista de Caldes de Montbui (Vallès Oriental) protegida com a bé cultural d'interès local.

## Descripció
És una casa unifamiliar, entre mitgeres, cantonera i amb façana a tres carrers. En el carrer Major té una alçada de planta baixa i dos pisos. L'estructura és de parets de càrrega i pilars de fosa en planta baixa. Els forjats són unidireccionals de biguetes. La coberta és plana i transitable.
A la façana hi ha un ordre vertical i horitzontal en la disposició i el tipus de forats. La façana principal del carrer Major es compon de quatre eixos verticals, amb totes les obertures alineades. Hi ha un component d'ordre donat per totes les línies horitzontals (el balcó del primer pis que recorre tota la longitud de la façana i dona la volta a la cantonada, la cornisa que separa la primera planta de la segona, la cornisa que fa de remat de la façana, etc.). Aquesta és gairebé simètrica respecte un eix central, només la incorporació de la porta d'entrada a la planta baixa la fa trencar. Les finestres tenen unes proporcions verticals i de similars característiques. Degut a aquesta redistribució dels forats, la imatge de la façana no té cap component vertical ni horitzontal assenyalada, donant una imatge força homogènia i neutra.
L'edifici queda rematat per una cornisa i una barana amb un ampit d'obra que marca clarament el centre de la façana. Tots els forat estan decorats a la seva part superior (llindars i brancals) per un senzill ornament en relleu. La façana és arrebossada.
Cal destacar el treball de ferro forjat de les reixes de les finestres i porta de la planta baixa, la gran balconada de la primera planta i els petits balcons de la segona.

## Història
A mitjans del segle xix s'emprengué l'engrandiment del recinte urbà de l'antiga població i s'ultrapassà l'àmbit de la població emmurallada, fent-se moltes cases fora de la muralla i eliminat aquesta. Havent-ne eliminat la muralla, l'antiga carretera esdevé carrer interior de la ciutat, resseguint aquella per l'exterior. Per les característiques de l'edifici i per la data de l'expansió de la ciutat fora de la muralla, la casa pot ser de finals del segle passat o probablement de principis d'aquest segle.
La Casa Torrents o Cal Torrents es deia originalment Cal Manyà, perquè el propietari era un manyà. Aquest realitzà tots els elements de ferro forjat de la façana, com ara les reixes de les finestres, la porta d'entrada i la gran balconada de la primera planta. L'actual propietari (1993), Joaquim Torrents és descendent d'aquest.
El nom del carrer Major ja el tenia abans de la Guerra Civil (1936-1939), perquè era el més gran i el més important del poble. L'Ajuntament, l'any 1939-1940, el canvià pel de José Primo de Rivera. Es recuperà la seva denominació original. L'entorn presenta una arquitectura d'habitatges entre mitgeres, quasi sempre de planta baixa i dos pisos, amb una imatge cada vegada menys homogènia, degut a les nombroses construccions i remodelacions al llarg dels darrers anys.